# Manarola
Manarola (Manaea trong tiếng địa phương) là một thị trấn nhỏ, một frazione của comune (đô thị) Riomaggiore, ở tỉnh La Spezia, vùng Liguria, phía Bắc Italia. Đây là nhỏ thứ hai của Cinque Terre nổi tiếng, di sản thế giới.
Manarola có thể là thị trấn lâu đời nhất của thị xã Cinque Terre, với trung tâm là nhà thờ San Lorenzo, có niên đại từ năm 1338. Theo phương ngữ địa phương là Manarolese, hơi khác một tý so với phương ngữ ở khu vực gần đó. Tên gọi "Manarola" có lẽ là một dạng biến đổi của tiếng Latin, "magna rota". Trong phương ngữ Manarolese này được đổi thành "magna roea" có nghĩa là "bánh xe lớn", khi đề cập đến các bánh xe máy trong thành phố.